# Équipe de Norvège masculine de handball au Championnat d'Europe 2016
Cet article relate le parcours de l'Équipe de Norvège masculine de handball lors du Championnat d'Europe 2016 organisé en Pologne du 15 janvier au 31 janvier 2016. Il s'agit de la 7e participation de la Norvège aux Championnats d'Europe.

## Présentation

### Qualification
|   | Équipe   | Pts | J | G | N | P | Bp  | Bc  | Diff |  | Résultats (dom.\ext.) |       |       |       |       |
| - | -------- | --- | - | - | - | - | --- | --- | ---- |  | --------------------- | ----- | ----- | ----- | ----- |
| 1 | Croatie  | 10  | 6 | 5 | 0 | 1 | 191 | 148 | 43   |  | Croatie               |       | 31-25 | 35-24 | 40-26 |
| 2 | Norvège  | 10  | 6 | 5 | 0 | 1 | 182 | 152 | 30   |  | Norvège               | 27-26 |       | 38-24 | 36-27 |
| 3 | Pays-Bas | 4   | 6 | 2 | 0 | 4 | 155 | 174 | -19  |  | Pays-Bas              | 24-27 | 22-30 |       | 31-21 |
| 4 | Turquie  | 0   | 6 | 0 | 0 | 6 | 131 | 195 | -64  |  | Turquie               | 22-32 | 22-26 | 23-30 |       |

### Maillots
L'équipe de Norvège porte pendant l'Euro 2016 un maillot confectionné par l'équipementier Umbro.
| Couleurs | Noir, rouge, jaune |
| Marque   | Umbro              |
| Domicile | Extérieur          |

### Matchs de préparation
La Norvège a joué 3 matchs de préparation lors de la Golden League :
| Équipe 1 | Résultat | Équipe 2 |
| -------- | -------- | -------- |
| France   | 27-26    | Norvège  |
| Danemark | 34-30    | Norvège  |
| Norvège  | 26-25    | Qatar    |

## Résultats

### Tour préliminaire
|   | Équipe      | Pts | J | G | N | P | Bp | Bc  | Diff | Dép |
| - | ----------- | --- | - | - | - | - | -- | --- | ---- | --- |
| 1 | Norvège     | 4   | 3 | 2 | 0 | 1 | 88 | 84  | 4    | +3  |
| 2 | Croatie     | 4   | 3 | 2 | 0 | 1 | 95 | 83  | 12   | -3  |
| 3 | Biélorussie | 2   | 3 | 1 | 0 | 2 | 87 | 94  | -7   | +1  |
| 4 | Islande     | 2   | 3 | 1 | 0 | 2 | 92 | 101 | -9   | -1  |

| 15.01.2016 - 18h15 | Islande     | 26 | 25 | Norvège |
| 17.01.2016 - 18h15 | Norvège     | 34 | 31 | Croatie |
| 19.01.2016 - 18h15 | Biélorussie | 27 | 29 | Norvège |

| 15 janvier 2016 18h15 | Islande      | 26-25   | Norvège    | Spodek, Katowice Affluence : 6 200 Arbitrage : Geipel, Helbig |
| 15 janvier 2016 18h15 | Pálmarsson 8 | (10-11) | Bjørnsen 7 | Spodek, Katowice Affluence : 6 200 Arbitrage : Geipel, Helbig |
| 15 janvier 2016 18h15 | ×4 ×7        | Rapport | ×4         | Spodek, Katowice Affluence : 6 200 Arbitrage : Geipel, Helbig |

| 17 janvier 2016 18h15 | Norvège    | 34-31   | Croatie   | Spodek, Katowice Affluence : 8 400 Arbitrage : López, Ramírez |
| 17 janvier 2016 18h15 | Bjørnsen 7 | (16-17) | Duvnjak 8 | Spodek, Katowice Affluence : 8 400 Arbitrage : López, Ramírez |
| 17 janvier 2016 18h15 | ×2 ×4      | Rapport | ×4 ×6     | Spodek, Katowice Affluence : 8 400 Arbitrage : López, Ramírez |

| 19 janvier 2016 18h15 | Biélorussie | 27-29   | Norvège                | Spodek, Katowice Affluence : 6 800 Arbitrage : Gjeding, Hansen |
| 19 janvier 2016 18h15 | Rutenka 9   | (13-12) | Bjørnsen, O'Sullivan 5 | Spodek, Katowice Affluence : 6 800 Arbitrage : Gjeding, Hansen |
| 19 janvier 2016 18h15 | ×4 ×6       | Rapport | ×3 ×6                  | Spodek, Katowice Affluence : 6 800 Arbitrage : Gjeding, Hansen |

### Tour principal
Les résultats des matches joués lors du tour préliminaire sont conservés lors de ce tour principal, sauf celui joué contre l'équipe éliminée.

|   | Équipe      | Pts | J | G | N | P | Bp  | Bc  | Diff | Dép |
| - | ----------- | --- | - | - | - | - | --- | --- | ---- | --- |
| 1 | Norvège     | 9   | 5 | 4 | 1 | 0 | 153 | 141 | 12   | 0   |
| 2 | Croatie     | 6   | 5 | 3 | 0 | 2 | 153 | 134 | 19   | +6  |
| 3 | France (T)  | 6   | 5 | 3 | 0 | 2 | 145 | 130 | 15   | +2  |
| 4 | Pologne     | 6   | 5 | 3 | 0 | 2 | 128 | 142 | -14  | -8  |
| 5 | Biélorussie | 2   | 5 | 1 | 0 | 4 | 128 | 151 | -23  | 0   |
| 6 | Macédoine   | 1   | 5 | 0 | 1 | 4 | 130 | 149 | -19  | 0   |

| 23 janvier 2016 20h30 | Pologne   | 28 | 30 | Norvège |
| 25 janvier 2016 18h15 | Macédoine | 31 | 31 | Norvège |
| 27 janvier 2016 18h15 | France    | 24 | 29 | Norvège |

| 23 janvier 2016 20h30 | Pologne     | 28-30   | Norvège  | Tauron Arena, Kraków Affluence : 14 600 Arbitrage : López, Ramírez |
| 23 janvier 2016 20h30 | Bielecki 10 | (15-16) | Hansen 8 | Tauron Arena, Kraków Affluence : 14 600 Arbitrage : López, Ramírez |
| 23 janvier 2016 20h30 | ×2 ×4       | Rapport | ×3 ×5    | Tauron Arena, Kraków Affluence : 14 600 Arbitrage : López, Ramírez |

| 25 janvier 2016 18h15 | Macédoine     | 31-31   | Norvège    | Tauron Arena, Kraków Affluence : 7 600 Arbitrage : Stark, Ştefan |
| 25 janvier 2016 18h15 | K. Lazarov 11 | (17-13) | Bjørnsen 6 | Tauron Arena, Kraków Affluence : 7 600 Arbitrage : Stark, Ştefan |
| 25 janvier 2016 18h15 | ×3 ×4         | Rapport | ×4 ×5      | Tauron Arena, Kraków Affluence : 7 600 Arbitrage : Stark, Ştefan |

| 27 janvier 2016 18h15 | France     | 24-29   | Norvège    | Tauron Arena, Kraków Affluence : 10 200 Arbitrage : Geipel, Helbig |
| 27 janvier 2016 18h15 | Narcisse 7 | (11-12) | Tønnesen 6 | Tauron Arena, Kraków Affluence : 10 200 Arbitrage : Geipel, Helbig |
| 27 janvier 2016 18h15 | ×2 ×3      | Rapport | ×2 ×7      | Tauron Arena, Kraków Affluence : 10 200 Arbitrage : Geipel, Helbig |

### Demi-finale
| 29 janvier 2016 18h30 | Norvège       | 33 - 34 (ap)       | Allemagne    | Tauron Arena, Cracovie Affluence : 9 100 Arbitrage : Pichon, Reveret |
| 29 janvier 2016 18h30 | Bjørnsen 8    | (13 - 14, 27 - 27) | Reichmann 10 | Tauron Arena, Cracovie Affluence : 9 100 Arbitrage : Pichon, Reveret |
| 29 janvier 2016 18h30 | Prol. : 6 - 7 |                    |              | Tauron Arena, Cracovie Affluence : 9 100 Arbitrage : Pichon, Reveret |
| 29 janvier 2016 18h30 | ×4 ×6         | Rapport            | ×3 ×2        | Tauron Arena, Cracovie Affluence : 9 100 Arbitrage : Pichon, Reveret |

### Match pour la3eplace
| 31 janvier 2016 15h00 | Norvège   | 24 - 31   | Croatie  | Tauron Arena, Cracovie Arbitrage : Nachevski, Nikolov |
| 31 janvier 2016 15h00 | Sagosen 5 | (11 - 15) | Horvat 8 | Tauron Arena, Cracovie Arbitrage : Nachevski, Nikolov |
| 31 janvier 2016 15h00 | ×4        | Rapport   | ×3 ×4 ×1 | Tauron Arena, Cracovie Arbitrage : Nachevski, Nikolov |

## Statistiques et récompenses

### Récompenses
Un seul joueur norvégien a été élu dans l'équipe-type de la compétition : Sander Sagosen au poste de demi-centre. Trois autres joueurs ont été nommés sans être élus : Bjarte Myrhol au poste de pivot, Kristian Bjørnsen au poste d'ailier droit et Harald Reinkind au poste d'arrière droit.

### Buteurs
Deux joueurs norvégiens figurent parmi les meilleurs buteurs de la compétition : Kristian Bjørnsen est 3e avec 45 buts et Espen Lie Hansen est 9e avec 33 buts.
Les statistiques des buteurs sont :

### Gardiens de but
Aucun joueur norvégien ne figure parmi les meilleurs gardiens de la compétition.
Les statistiques des gardiens de but sont :